# Lotte Werkmeister
Lotte Werkmeister (* 26. Dezember 1885 in Rixdorf bei Berlin; † 15. Juli 1970 in Bergholz-Rehbrücke, heute Nuthetal) war eine deutsche Chansonnière, Kabarettistin und Filmschauspielerin.

## Leben und Wirken
Ihre erste Bühnenerfahrung sammelte sie im Alter von 17 Jahren als Chorschülerin in Magdeburg. Von 1906 bis 1913 war sie am Kölner Metropoltheater engagiert und kehrte dann an Montis Operetten-Theater nach Berlin zurück, wo sie an zahlreichen Bühnen auftrat. Mit Künstlernamen nannte sie sich Lutti Werkmeister.
Bevor sie in der Operette Der Soldat der Marie von Leo Ascher ab dem Jahr 1916 einen großen Erfolg mit über 2000 Aufführungen erlebte, sang sie Couplets und Operettenmelodien von Franz von Suppè, Johann Strauss und Franz Lehár.
Ihre erste Schallplattenaufnahme machte sie bereits vor dem Ersten Weltkriege bei Parlophon. Ihr folgten weitere bei der ‘Grammophon’/ ‘Zonophone’, bei Polyphon, Homokord und nach 1920 dann auch bei der Vox-Schallplatten- und Sprechmaschinen-AG in Berlin. In den 1930er Jahren nahm sie für Gloria, Columbia und Telefunken auf. Duette sang sie mit Partnern wie Carl Beckersachs, Hermann Feiner, Paul Heidemann, Robert Koppel, Arnold Rieck, Ferry Sikla und Paul Westermeier.
Lotte Werkmeister hatte ab 1917 kleinere Auftritte in Stummfilmen. Sie spielte in Revuen der 1920er-Jahre und trat „mit typischer Berliner Schnauze“ in Kabaretts auf, darunter bis 1933 im Kabarett der Komiker. Dabei machte sie auch die Bekanntschaft von Heinrich Zille, aus dessen Milieu auch zahlreiche Couplets stammten.
1938 zog Lotte Werkmeister nach Bergholz-Rehbrücke und lebte dort bis zu ihrem Tod. In den 1930er-Jahren war sie Darstellerin in mehreren Filmen, darunter Das Veilchen vom Potsdamer Platz (1936) und Wir machen Musik (1942). Sie stand 1944 in der Gottbegnadeten-Liste des Reichsministeriums für Volksaufklärung und Propaganda.
Nach dem Zweiten Weltkrieg begann sie mit 60 Jahren noch einmal eine Fortsetzung ihrer Kabarettkarriere in dem von Hans Joachim Heinrichs 1945 gegründeten Berliner Kammerbrettl am S-Bahnhof Ostkreuz. Lotte Werkmeister ist Ehrenbürgerin der Gemeinde Bergholz-Rehbrücke und ist auch dort begraben.

## Filmografie
- 1917: Der unwiderstehliche Theodor
- 1919: Flimmersterne
- 1919: Lachende Herzen
- 1919: Nur ein Diener
- 1919: Wenn Männer streiken (Regie: Edmund Edel)
- 1920: Das Kussverbot (Regie: Ludwig Czerny)
- 1920: Wenn die Liebe nicht wär (Regie: Joseph Max Jacobi)
- 1921: Fridericus Rex 1. und 2. Teil (Regie: Arzén von Cserépy)
- 1926: Die Mühle von Sanssouci
- 1927: Ich war zu Heidelberg Student (Regie: Wolfgang Neff)
- 1928: In Werder blühen die Bäume... (Regie: Fred Sauer)
- 1928: Lotte (Regie: Carl Froelich)
- 1929: Drei machen ihr Glück (Regie: Carl Wilhelm)
- 1930: Der Hampelmann (Regie: E. W. Emo)
- 1931: Kabarett-Programm Nr. 3 und Nr. 5 (Kurzfilme; Regie: Kurt Gerron)
- 1931: Ein ausgekochter Junge (Regie: Erich Schönfelder)
- 1931: Hurra – ein Junge! (Regie: Georg Jacoby)
- 1932: Aafa-Kunterbunt II (Kurzfilm; Regie: Max Mack)
- 1932: Zu Befehl, Herr Unteroffizier (Regie: Erich Schönfelder)
- 1933: Welle 4711 (Regie: Georg Zoch)
- 1934: Herr Kobin geht auf Abenteuer (Regie: Hans Deppe)
- 1934: Ein Mädchen mit Prokura (Regie: Arzén von Cserépy)
- 1935: Die törichte Jungfrau (Regie: Richard Schneider-Edenkoben)
- 1936: Wir gratulieren (Regie: Werner Illing)
- 1936: Das Veilchen vom Potsdamer Platz (Regie: J. A. Hübler-Kahla)
- 1937: Urlaub auf Ehrenwort (Regie: Karl Ritter)
- 1938: Skandal um den Hahn (Regie: Franz Seitz)
- 1939: Wenn Männer verreisen (Regie: Georg Zoch)
- 1939: Die Stimme aus dem Äther (Regie: Harald Paulsen)
- 1939: In Sachen Herder contra Brandt (Regie: Johannes Guter)
- 1940: Tip auf Amalia (Regie: Carl Heinz Wolff)
- 1941: Das himmelblaue Abendkleid (Regie: Erich Engels)
- 1941: Krach im Vorderhaus (Regie: Paul Heidemann)
- 1941: Sechs Tage Heimaturlaub (Regie: Jürgen von Alten)
- 1942: Wir machen Musik (Regie: Helmut Käutner)
- 1943: Ein schöner Tag (Regie: Philipp Lothar Mayring)
- 1943: Herr Sanders lebt gefährlich (Regie: Robert A. Stemmle)
- 1958: Mikosch, der Stolz der Kompanie (Regie: Rudolf Schündler)

## Tondokumente
Der Katalog des Musikarchivs bei der DNB verzeichnet von ihr 27 Titel.
a) Parlophon
Parlophon Record P. 1333 (mx. 2-1333) Vom Sonnabend zum Sonntag ist's schön, Bummel-Duett aus der Operette “Goldener Leichtsinn” von Karl Alfredy. Duett Lutti Werkmeister und Hermann Feiner. Mit Orchesterbegleitung, Kapellm. Fr. Kark. Aufgen. September 1912.
Parlophon Record P. 1334 (mx. 2-1334) Wackeltanz aus der Operette “Goldener Leichtsinn” von Karl Alfredy. Duett Lutti Werkmeister und Hermann Feiner. Mit Orchesterbegleitung, Kapellm. Fr. Kark. Aufgen. September 1912.
b) Grammophon / Zonophone
Schallplatte "Grammophon" 18044 / 524 ... (mx.   ?)  Männe, seit ich dich kenne, aus der Volksposse “Kam’rad Männe”. Text von Alfred Schönfeld. Musik von Max Winterfeld. Lutti Werkmeister und Arnold Rieck. Duett m. Orchesterbegleitung.
Schallplatte "Grammophon" 18045 / 524 390 (mx. 17 173 L) Der deutsche Storch, aus "Extrablätter - heitere Bilder aus ernster Zeit" (Walter Kollo, Text von Rud. Bernauer u. Rud. Schanzer, H. Gordon) Lutti Werkmeister und Max Kuttner. Duett m. Orchester. Aufgen. 1914.
Zonophone Record 18074 / 525 147 (mx. 17 284 L) Lieber Fritz! Aus “Woran wir denken” (Text von Leo Leipziger, Musik von Max Winterfeld) Lutti Werckmeister, Berlin, mit Orchesterbegleitung. Hergestellt von der Österr. Grammophon-Gesellschaft m.b.H. Aussig a.E.
Schallplatte „Grammophon“ 18124 / 524 426 (mx. 17 711 L) Die Augen einer schönen Frau, aus „Immer feste druff!“ Text v. Herm. Haller u. Willi Wolff. Musik von W. Kollo. Lutti Werkmeister und Paul Heidemann mit Orchester.
Schallplatte "Grammophon" 18323 / 524 480 (mx. 18 471 L) Maria, o Marie, aus der Operette "Das Fräulein vom Amt" / Gesangs-Text von W. Turszinsky u. Gilbert - Musik von Gilbert. Gesungen von Lotte Werkmeister u. Carl Beckersachs. Deutsch. Duett.
Schallplatte "Grammophon" 18323 / 524 481 (mx. 18 474 L) Mädchen, sag es keinem andern ... : aus der Operette "Das Fräulein vom Amt" / Text von Georg Okonkowski - Musik von Gilbert.  Gesungen von Lotte Werkmeister u. Carl Beckersachs. Deutsch. Duett.
Schallplatte "Grammophon" 13553 / 2-944 330 (mx. 18 859 Lb) Trommel-Duett ("Ja, ja, in jedem Städtchen") aus "Der Soldat der Marie" / Text von Alfred Schönfeld - Musik von Leo Ascher. Gesungen von Lotte Werkmeister und Paul Westermeier. Deutsch. Duett.
Schallplatte "Grammophon" 13553 / 2-944 331 (mx. 18 802 Lb) Wenn die Veilchen wieder spriessen, aus "Der Soldat der Marie" / Text von Alfred Schönfeld - Musik von Leo Ascher. Lotte Werkmeister und Paul Westermeier. Deutsch. Duett.
Schallplatte "Grammophon" 13554 / 2-944 332 (mx. 18 803 Lb) Du bist meine Freude, aus "Der Soldat der Marie" / Text von Alfred Schönfeld - Musik von Leo Ascher. Gesungen von Lotte Werkmeister und Robert Koppel. Deutsch. Duett.
Schallplatte "Grammophon" 13554 / 2-944 333 (mx. 18 804 Lb) Der Soldat der Marie, aus "Der Soldat der Marie" / Text von Alfred Schönfeld - Musik von Leo Ascher. Gesungen von Lotte Werkmeister und Robert Koppel. Deutsch. Duett.
c) Polyphon
Polyphon Record 30377 / 23588 u. 23589 (mxx. 17176 L;  17175 L) Landwehrmanns Weihnachtstraum 1. u. 2. Teil (S. Winkler) Adolf Lieban, Lotte Werkmeister und Knabenchor.
d) Homokord
Homokord  15871 [im wax: 15871 ; A28819 ; H21G]  Und überhaupt die ganze Liebe, Duett aus der Operette "Die Dame vom Zirkus" von Jean Kren und Bernhard Buchbinder - Musik von Rob. Winterberg. Lotte Werkmeister und Paul Westermeier mit Orchesterbegleitung.
Homokord  15872 [im wax: 15872 ; A28819 ; H21G]  Wenn die Abendsterne blinken, Duett aus der Operette "Die Dame vom Zirkus" von Jean Kren und Bernhard Buchbinder - Musik von Rob. Winterberg. Lotte Werkmeister und Paul Westermeier mit Orchesterbegleitung. Aufgen. 1918.
e) Vox
Vox 2002 (mx. 354 B) Hab' ich nur deine Liebe, aus "Boccaccio" / Fr. von Suppè.  Gesungen von Lotte Werkmeister mit Orchesterbegl. Sopran. Deutsch.
Vox 2002 (mx. 355 B) Vilja, ach Vilja, aus "Lustige Witwe" / Fr. Lehár. Gesungen von Lotte Werkmeister mit Orchesterbegl. Sopran. Deutsch.
Vox 2003 (mx. 356 B) Mit mir so spät, aus "Fledermaus" / Joh. Strauß.  Gesungen v. Lotte Werkmeister mit Orchesterbegl.  Sopran. Deutsch.
Vox 2003 (mx. 357 B) Lied der Saffi, aus "Zigeunerbaron" / Joh. Strauß.  Gesungen von Lotte Werkmeister mit Orchesterbegl. Sopran. Deutsch. Aufgen. 1921/22.
Vox 2011 (mx. 186 A) Auftrittslied der Alice aus "Dollarprinzessin" / Leo Fall. Gesungen v. Lotte Werkmeister mit Orchesterbegl. Sopran. Deutsch.
Vox 2011 (mx. 187 A) Spiel' ich die Unschuld vom Lande, aus "Fledermaus" / J. Strauß. Gesungen v. Lotte Werkmeister mit Orchesterbegl. Sopran. Deutsch.
Vox 04056 (mx. 715 A) Darling, komm' mit mir nach Senegal. Duett aus „New York - Berlin“ (M: Rudolf Nelson) Lotte Werkmeister und Ferry Sikla, mit Orchesterbegleitung.
Vox 4057 (mx. 1117 1/2 B) Box-Duett aus „New York - Berlin“ (M: Rudolf Nelson) Lotte Werkmeister und Paul Westermeier, mit Orchesterbegleitung.
Vox 4058 (mx. 1115 1/2 B) Sipo-Duett aus „New York - Berlin“ (M: Rudolf Nelson) Lotte Werkmeister und Paul Westermeier, mit Orchesterbegleitung. Aufgen. Berlin, Sept. 1922 [Katalog: 1924]
Vox 4179 (mx. 809 BB) Eine Weiße mit 'nem Schuß. Lied und Blues aus "Der Zug nach dem Westen" / W. Kollo - W. Kollo & B. Hardt-Warden. Lotte Werkmeister, Sopran - Franz Groß, Tenor mit der Kapelle vom "Theater des Westens" (Fred Melé). Duett.
Vox 4179 (mx. 811 BB) Sonntag geh'n wir tanzen, Schatz. Foxtrot aus "Der Zug nach dem Westen" / W. Kollo - W. Kollo & B. Hardt-Warden.  Lotte Werkmeister, Sopran - Franz Groß, Tenor mit der Kapelle vom "Theater des Westens" (Fred Melé). Duett. Aufgen. Sept. 1926.
- nach 1930:

Gloria G.O. 10296 (mx. Bi 612) Verliebt, verlobt, verheiratet' / Musik: Werau - Text: Hans Pflanzer.  Lotte Werkmeister mit Klavierbegleitung.
Gloria G.O. 10296 (mx. Bi 614) Wenn in Werder die Kirschen blüh'n / Musik: Fred Raymond - Text: Ch. Amberg.  Lotte Werkmeister mit Klavierbegleitung. Aufgen. 30. März 1932.
Columbia DW. 2142 (mx. C-WR 355-1)  Ach Willi, Foxtrot a. d. Tonfilm "Strafsache van Geldern" / Hajos - Text: W. Wolff.  Columbia-Tanz-Orchester mit Gesang: Lotte Werkmeister. Aufgen. Berlin, Sept. 1932.
Telefunken A 1823 (mx. 20835) Frau Luna!  Potpourri aus der gleichnamigen Revue-Operette. 1. Teil / von Paul Lincke - Text: Bolten-Baeckers. / (mx. 20836) dto., 2. Teil. Solisten: Friedel Schuster - Lotte Werkmeister - Erich Poremski. Orchester des Theater des Volkes. Dirigent: Der Komponist. Aufgen. Berlin, Mai 1935.
Telefunken A 11044 (mxx. 21363, 21364) Wir hören Walter Kollo! Gr. Potpourri d. schönsten Schlagermelodien Walter Kollos, zusammengestellt von Hermann Krome. 1. und 2. Teil.
Telefunken A 11045 (mxx. 21365, 21366) Wir hören Walter Kollo! Gr. Potpourri d. schönsten Schlagermelodien Walter Kollos, zusammengestellt von Hermann Krome. 3. und 4. Teil. Aufgen. Berlin, 8. Sept. 1926.
Telefunken A 2096 (mx. 21434) Berliner Luft, Marschlied / Paul Lincke. Adalbert Lutter mit seinem Orchester. Refraingesang: Lotte Werkmeister mit Chor. Aufgen. Berlin, 7. Oktober 1936.